# گربه وان
گربه وان به ترکی(پشێک وان) نژادی از گربه است که بیشتر در شهر وان در کشور (ترکیه) دیده می‌شود. این گربه سفید و پشمالو دارای یک چشم سبز (و گاهی زرد) و یک چشم آبی می‌باشد. این نوع گربه باعث شهرت جهانی این شهر شده‌است. این نژاد در صورتی که به خوبی اجتماعی شوند بسیار مهربان شده و همچنین وابستگی زیادی به افراد خانواده پیدا می‌کنند. آنها گربه‌های پرتحرکی هستند.
وان گربه ای رنگی با تکه‌هایی زیاد از رنگ سفید می‌باشند. آنها را در رنگ‌های مختلفی می‌توان دید مانند: قرمز، سیاه و سفید، آبی، کرم، قهوه ای و آبی و به علاوه چرم بینی آنها صورتی می‌باشد.
وان‌ها دارای پوزه ای گرد، گوش‌هایی متوسط و بزرگ مقداری گرد هستند و همچنین چشمانی تقریباً بزرگ و گرد دارند که ممکن است در رنگ‌های آبی، کهربایی دیده شود.
آنها بدنی نیرومند داشته و برای اینکه بتوانند در آب و هوای نامساعد زنده بمانند سینه‌هایی پهن، پاهایی عضلانی و بلند دارند.
نرهای این نژاد نسبت به ماده‌ها بسیار بزرگ‌تر و عضلانی‌تر می‌باشند.
وان‌ها در فصل تابستان دارای پوششی کوتاه و در زمستان پوششی بلندتر دارند. برای اینکه به رشد کامل برسند ۳ تا ۵ سال زمان لازم است. نژاد وان (Van cat) که به عنوان گربه شناگر نیز شناخته می‌شود، در مقایسه با سایر نژادها نسبتاً درشت و بزرگ است که وزنش حتی تا ۱۰ کیلوگرم هم می‌رسد. پوشش موهای نرمش تا حدودی بلند است و با رعایت الگوی اصیل خود (رنگ بدن سفید و دم و سرش با رنگی متفاوت) در رنگ‌بندی‌های مختلف دیده می‌شود. گربه‌های وان بسیار باهوش، کنجکاو و پرتحرک هستند و عاشق اکتشاف و یافتن چیزهای جدید هستند.
برخلاف دیگر گربه‌ها، آنها بازی کردن با آب را دوست دارند. چشمان زیبای این گربه‌ها به رنگ‌های آبی یا کهربایی ست؛ گاهی ممکن است رنگ هر دو چشم آنها متفاوت باشد. این گربه‌های باهوش و فعال و بازیگوش شدیداً وابسته صاحب خود می‌شود. گربه ترکیش وان اگر بدرستی اجتماعی شود مهربان و شدیداً به اعضاء خانواده وابسته می‌شود و بسیار فعال است. وان همیشه روی دو پای خود فرود می‌آید.
طول عمر: ۱۲ تا ۱۷ سال.
وزن: (۴٫۵–۸) کیلوگرم.

## شخصیت گربه نژاد وان ترکیه‌ای
نژاد ترکیش وان بسیار باهوش است و آموزش‌ها را سریع یادمی‌گیرد بازی با اسباب‌بازی را دوست دارد، گاهی اوقات ممکن است در حین راه رفتن وسایل روی قفسه را بیندازد.
این نژاد گربه موقع رفتن به دامپزشک اغلب در ماشین استفراغ، ادرار یا مدفوع می‌کند، زیرا ممکن است به ماشین سواری حساسیت داشته باشد و استفراغ کند.
عشق گربه وان به آب می‌تواند او را به دردسر بیندازد. پوشش استخر، و موانعی جهت دور کردن او از شیرهای آب لازم است.
ترکیش وان، گربه بغلی‌ای نیست ولی از نوازش لذت می‌برد و دوست دارد که کنار شما بخوابد.

## مشکلات و سلامتی گربه نژاد ترکیش وان
هم گربه اصیل و هم گربه نژاد مخلوط دچار مشکلات ژنتیکی و طبیعی می‌شود. این گربه‌ها به‌طور کلی سالم هستند، گاهی بیماری‌های قلبی به نام کاردیومیوپاتی هیپرتروفی گزارش شده‌است.

## نگهداری گربه نژاد ترکیش وان
پیشنهاد می‌شود پوشش ابریشمی گربه ترکیش وان را هر هفته شانه بزنید. پاییز و بهار ریزش موی فصلی دارد که در این فصول به شانه زدن بیشتری نیاز دارد. پوشش وان مقاوم در برابر آب است و حمام به ندرت لازم است.
مسواک زدن دندان برای جلوگیری از بیماری‌های پریودنتال لازم است. پیشنهاد می‌شود روزانه دندان‌های او را مسواک کنید. کوتاه کردن ناخن دو هفته یک بار پیشنهاد می‌شود. پاک کردن ترشحات گوشه‌های چشم با یک پارچه نرم و مرطوب لازم است. برای جلوگیری از انتشار عفونت بهتر است برای هر چشم از پارچه جداگانه استفاده کنید. گوش‌ها را هفته‌ای یک بار بررسی کنید. اگر آنها کثیف بودند، با یک توپ پنبه یا پارچه مرطوب و نرم یا مرطوب با مخلوطی از سرکه سیب طبیعی و آب گرم پاک کنید.
جهت پیشگیری از انتقال بیماری‌ها توسط گربه‌های دیگر و حملات سگ، بهتر است گربه شناگر ترکی را فقط در محیط داخلی خانه نگه دارید.
بستر گربه را تمیز نگه دارید.

## خصوصیات ظاهری گربه نژاد ترکیش وان
گربه ترکیش وان یک گربه رنگی با لکه‌های زیادی از سفید است، که به رنگ‌های متفاوتی دیده می‌شود که شامل قرمز، سیاه و سفید، آبی، کرم، قهوه‌ای و آبی. چرم بینی صورتی است.
این نژاد دارای پوزه‌ای گرد، گوش‌های متوسط و بزرگ و کمی گرد دارد، چشمان نسبتاً بزرگ گرد است که به رنگ‌های آبی، کهربایی می‌باشد. او دارای بدنی قوی و قدرتمند، برای زنده ماندن در آب و هوای نامساعد با سینه‌ای پهن، فجفن
. پاهای عضلانی و بلند است. نرها بسیار بزرگ‌تر و عضلانی‌تر از ماده‌ها هستند.
پوشش ترکیش وان در تابستان کوتاه و در فصل سرما بلندتر است. این گربه‌ها سه تا پنج سال طول می‌کشد تا به رشد کامل خود برسند و نژادی بزرگ جثه هستند.

## سازگاری گربه نژاد ترکیش وان باکودکان و حیوانات خانگی دیگر
گربه نژاد ترکیش وان به راحتی اجتماعی می‌شود و انتخاب مناسبی برای خانواده‌هایی است که بر رفتار کودکان خود با حیوانات خانگی، نظارت دارند. معرفی حیوانات خانگی جدید به آرامی و در شرایط کنترل شده باید انجام شود.